# هوستون لیک (میزوری)
هوستون لیک (به انگلیسی: Houston Lake) یک شهر در ایالات متحده آمریکا است که در شهرستان پلت، میزوری واقع شده‌است. هوستون لیک ۰٫۳۶ کیلومتر مربع مساحت و ۲۳۵ نفر جمعیت دارد و ۲۵۷ متر بالاتر از سطح دریا قرار دارد.